# Biosphärenreservat

Anzahl der Biosphärenreservate je Land (Stand 2013)

Ein Biosphärenreservat (BSR) ist eine von der UNESCO initiierte Modellregion, in der nachhaltige Entwicklung in ökologischer, ökonomischer und sozialer Hinsicht exemplarisch verwirklicht werden soll (Weltnetz der Biosphärenreservate). Das Programm Der Mensch und die Biosphäre (Man and the Biosphere Programme, MAB-Programm) sorgt für ihre Weiterentwicklung, evaluiert und vernetzt sie weltweit und erforscht im globalen Maßstab die wichtigsten Ökosysteme.
In MAB geht es nicht um klassischen Naturschutz im engeren Sinn, sondern um einen interdisziplinären Ansatz, insbesondere der Mensch selbst als Bestandteil der Biosphäre steht im Vordergrund. Gesellschaftliche und ökonomische Fragen, z. B. auch die Schaffung von Einkommen, Probleme der Verstädterung und Demographie sind Teil des Programmes. Übergeordnete Ziele sind, biologische Vielfalt und Ökosystemfunktionen zu erhalten, Kulturlandschaften partizipativ zu bewirtschaften und weiterzuentwickeln, für Klimaschutz durch Landnutzung und Anpassung an den Klimawandel zu werben sowie die sozialen, wirtschaftlichen und kulturellen Voraussetzungen für ökologische Nachhaltigkeit weiterzuentwickeln. Bürgerbeteiligung gehört zum zentralen Kern des Programms.
Jedes Biosphärenreservat ist ein Großschutzgebiet mit einer Schutzfunktion, einer Entwicklungsfunktion und einer Forschungs- und Bildungsfunktion. Die Biosphärenreservate sind in drei Zonen eingeteilt, eine naturschutzorientierte Kern-, eine am Landschaftsschutz orientierte Pflege- und eine sozioökonomisch orientierte Entwicklungszone.
Im September 2021 gab es 727 Biosphärenreservate, davon 22 grenzüberschreitend, in 131 Ländern. Am MAB-Programm beteiligen sich über 150 Staaten.

## Grundlagen

### Entwicklung
Das MAB-Programm wurde als interdisziplinäres Wissenschaftsprogramm gegründet. Auf der 16. Generalkonferenz der UNESCO 1970 ins Leben gerufen, war es das erste zwischenstaatliche Umweltprogramm, das der Weiterentwicklung und der Erforschung der Mensch-Umwelt-Beziehungen diente. Seit der Gründung standen die auf der ersten Sitzung des zwischenstaatlichen MAB-Koordinierungsrates 1971 festgelegten 14 Großforschungsprojekte zu Themen wie tropische Regenwälder, Wüsten, Gebirgsregionen oder Küstenlandschaften, im Vordergrund des Programms. Seit 1993 fokussierte sich MAB auf das Weltnetz der Biosphärenreservate (World Network of Biosphere Reserves, WNBR).
Mit der Konferenz von Sevilla März 1995, dem zweiten Weltkongress der Biosphärenreservate, wurde das Programm völlig neu gestaltet, und folgt seither dem Paradigma, dass der Schutz der biologischen Vielfalt nicht isoliert von den Bedürfnissen der Menschen gesehen werden kann. Seither sind Biosphärenreservate dem Wesen nach Schutzgebiete für das gemeinsame Habitat von Mensch und restlicher „Natur“ als ein System, der Biosphäre. Neben naturschützerischem Anliegen kamen auch Kulturgutschutz und Bildungsziele hinzu, wodurch sie Modellgebiete und Lernregionen für nachhaltige Entwicklung wurden. Seit der Umorientierung auf die praktische Fortentwicklung der Biosphärenreservate dient das MAB-Programm als Instrument zur Umsetzung der 1992 in Rio de Janeiro ausgehandelten Agenda 21 und der dort beschlossenen Umweltabkommen, z. B. dem Übereinkommen über die biologische Vielfalt.
Im Februar 2008 wurde der Aktionsplan von Madrid als politisches Rahmendokument bis 2013 beschlossen.

### Sevilla-Strategie
Mit der Konferenz wurde die Sevilla-Strategie (1996) beschlossen, ein 90-Punkte-Programm mit Empfehlungen für globale, nationale und regionale Ebene, und die Internationalen Leitlinien für das Weltnetz der Biosphärenreservate festgelegt – diese Dokumente wurden von der UNESCO-Generalkonferenz, also von allen Mitgliedstaaten der UNESCO, bestätigt. Diese Dokumente bilden die internationale Rechtsgrundlage der Biosphärenreservate, sind jedoch nicht verbindlich im völkerrechtlichen Sinn – jeder Staat und jedes Gebiet unterwirft sich den Regeln freiwillig durch das inhaltliche Interesse an der Mitarbeit.
Die Strategie umfasst vier Leitziele:
1. Nutzung der Biosphärenreservate zur Erhaltung der natürlichen Artenvielfalt und kulturellen Vielfalt
2. Nutzung der Biosphärenreservate als Modelle für die Landbewirtschaftung und für Ansätze der nachhaltigen Entwicklung
3. Nutzung der Biosphärenreservate zur Forschung, Umweltbeobachtung, Bildung und Ausbildung
4. Umsetzung des Konzepts der Biosphärenreservate

### Aktionsplan von Madrid
Der auf dem 3. Weltkongress der Biosphärenreservate (Februar 2008 in Madrid) beschlossene Rahmenplan soll das Konzept der Biosphärenreservate noch einmal konkreter an die geänderten Ziele des 21. Jahrhunderts anpassen, und enger mit anderen internationalen Maßnahmen sowohl im Klimaschutz (etwa UNFCCC, 2010-Ziele des CBD und Kyoto-Prozess) wie der Globalisierungsproblematik (insbesondere Urbanisierung und Verlust der Vielfalt in Ökologie wie Kultur) vernetzen.
Gesamtziele des Programms sind:
- Verankerung der Agenden für Forschung, Schulung, Kompetenzaufbau und Demonstration zu den verknüpften Problemfeldern „Erhaltung und nachhaltigen Nutzung von Biodiversität“, „Begrenzungs- und Anpassungsmaßnahmen in Bezug auf den Klimawandel“ sowie „sozioökonomisches und kulturelles Wohlergehen von Bevölkerungsgruppen“
- Aktive Nutzung der Örtlichkeiten im MAB-Netzwerk WBNR als Lernstätten
- Dokumentation und Öffentlichkeitsarbeit zur 30-jährigen Arbeit mit dem MAB-Programm und globalen Zielen
- Beitrag zur Entstehung einer neuen Generation von Theoretikern und Praktikern

2008–2013 liefen die Millennium Development Goals (MDG):
- Förderung der nachhaltigen Entwicklung insbesondere in Form von Partnerschaft mit allen Sektoren der Gesellschaft
- Erprobung und Anwendung politischer Konzepte zum Klimawandel und der angewandten Ökologie im Rahmen der Biosphärenreservate
- Erarbeitung wissenschaftlicher Forschungsprogramme

Damit liegt die Hauptaufgabe der Biosphärenreservate heute in Bereitstellung von Ökosystemleistungen aller Art, was der Einsicht folgt, dass die Schutzziele des MAB-Programms nur finanzierbar und umsetzbar sind, wenn die Schutzgüter tatsächlich vor Ort als wertvolle Ressource zur Lösung aktueller Probleme und sozioökonomischer Bedürfnisse erkannt werden.

## Aufbau des Programms

### Kriterien der Biosphärenreservate
Biosphärenreservate stehen für eine global repräsentative Auswahl aller Ökosysteme; sie werden gemäß international einheitlichen Kriterien anerkannt; die Pflege von Kulturlandschaften rangiert in der Bedeutung vor dem Schutz von Wildnisgebieten. In einigen Ländern sind Biosphärenreservate gesetzlich geschützt; alle Gebiete müssen partizipativ einen Rahmenaktionsplan erarbeiten; sie werden regelmäßig evaluiert.
Mit den Internationalen Leitlinien wurden Mindestbedingungen für die Anerkennung und Kriterien für die periodische Überprüfung von Biosphärenreservaten festgelegt: In einem Biosphärenreservat sollen nicht nur Natur und Landschaft geschützt, sondern v. a. die wirtschaftliche und gesellschaftliche Entwicklung gefördert sowie Bildung, Forschung und Umweltbeobachtung unterstützt werden. Im anzustrebenden Ideal ergänzen sich ökonomische und ökologische Maßnahmen. Die Einbeziehung der lokalen Bevölkerung ist unerlässlich. In Biosphärenreservaten geht es daher in erster Linie um die Bewahrung der vom Menschen geschaffenen Kulturlandschaften, und nur in geringerem Maße um Naturschutz von Wildnisgebieten. Immer mehr geht es heute auch um Klimaschutz und Anpassung an den Klimawandel. Weitere Schwerpunkte sind die Vermarktung regionaler Produkte und die Förderung des ländlichen Raums vor dem Hintergrund der demographischen Entwicklung.
Biosphärenreservate sind zwar auch Schutzgebiete, d. h., sie schützen die Biodiversität, die Vielfalt der Arten, der Ökosysteme, ihre Funktionen und die genetischen Ressourcen. Besonders ist, dass dieser Schutz vor allem auch durch wirtschaftliche Nutzung durch den Menschen erreicht werden soll. Über die Lokale Agenda 21, das Regionalprogramm der Agenda 21, ist das Reservat in die Kommunalentwicklung eingebunden.
Alle Biosphärenreservate der UNESCO bilden ein globales Netzwerk für den Austausch von Wissen; sie sind somit besondere Bezugspunkte für Forschung, Umweltbeobachtung und Bildung. Die UNESCO, genauer der Internationale Koordinierungsrat von MAB, zeichnet Gebiete als Biosphärenreservate aus, die in globalem Maßstab stellvertretend für ein einzigartiges Ökosystem oder eine bedeutsame Kulturlandschaft stehen. Die Anerkennung durch die UNESCO wird nur dann vergeben, wenn die Bewohner eines Biosphärenreservats das Konzept der Nachhaltigkeit unterstützen.
Der Zustand der Biosphärenreservate wird regelmäßig von einem unabhängigen Expertengremium, dem MAB-Nationalkomitee, anhand der nationalen Kriterien als Umsetzung der internationalen Leitlinien und anhand der jeweils individuell formulierten Ziele überprüft. Daraufhin werden Empfehlungen und Verbesserungsvorschläge erarbeitet. Bei mangelhafter Einhaltung der Kriterien kann die Bezeichnung UNESCO-Biosphärenreservat aberkannt werden. Über die jeweils nationale Einhaltung der Leitlinien durch die Biosphärenreservate und die MAB-Nationalkomitees wacht der internationale Koordinierungsrat (ICC).
Mehrere Staaten definieren ihre Biosphärenreservate gesetzlich, in solchen Fällen können Biosphärenreservate ohne UNESCO-Anerkennung bestehen.

### Ziele, Funktionen und Zonierung der Reservate
Biosphärenreservate sollen Modellstandorte zur Erforschung und Demonstration von Ansätzen zu Schutz und nachhaltiger Entwicklung auf regionaler Ebene sein und haben die folgenden drei Funktionen:
- Schutzfunktion: Bewahrung von Landschaften, Ökosystemfunktionen, Artenvielfalt und genetischer Vielfalt
- Entwicklungsfunktion: Förderung einer wirtschaftlichen und menschlichen Entwicklung, die soziokulturell, ökonomisch und ökologisch nachhaltig ist
- Funktion der logistischen Unterstützung: Demonstrationsprojekte, Bildung für nachhaltige Entwicklung, Forschung und Umweltbeobachtung

Zur Umsetzung der verschiedenen Ziele und Funktionen sind Biosphärenreservate – international einheitlich – räumlich in drei Zonen gegliedert:
- Kernzonen (core areas): Diese Bereiche eines Biosphärenreservates dienen langfristigem Naturschutz gemäß den Schutzzielen. In Mitteleuropa handelt es sich meist um eher kleine Bereiche, aber auch diese müssen ausreichend groß zur Erfüllung der inhaltlichen Ziele sein. Kernzonen sind in der Regel von der wirtschaftlichen Nutzung ausgeschlossen, es gibt jedoch je nach Region zahlreiche Ausnahmen. So sind traditionelle Nutzungsformen, dazu zählen Almwirtschaft oder Schaftrieb, sowie generell Jagd und Fischerei zugelassen. Des Weiteren dürfen Arbeiten für Forschung oder Monitoring betrieben werden. Forstarbeiten, wie die Entfernung von umgestürzten Bäumen, beschränken sich auf die Freihaltung von Wanderwegen, welche durch Kernzonen führen und wenn eine Gefahr wie Schädlingsbefall besteht, welcher auf angrenzende Forstgebiete übergreifen kann. Eine naturorientierte touristische Nutzung oder sanfte Freizeitnutzung von Kernzonen ist, solange sie mit den Schutzzielen vereinbar ist, zulässig. In manchen Kernzonen gilt, je nach regionaler Gesetzgebung wie beispielsweise in Niederösterreich, ein Wegegebot aber kein generelles Betretungsverbot.[5][6]
- Pflegezonen (buffer zones): Diese Bereiche sollen die Kernzonen umschließen bzw. an sie so angrenzen, dass kein harter Übergang von Wildnis zu Bereichen üblicher Nutzung besteht. Hier sollen Aktivitäten schonender, naturnaher Landnutzung stattfinden, die mit den Schutzzielen vereinbar sind z. B. schonender Tourismus oder ökologischer Landbau.
- Entwicklungszonen (transition areas): In diesen besiedelten und flächenmäßig meist größten Bereichen eines Biosphärenreservats geht es v. a. darum, mit Modellprojekten für eine nachhaltige Bewirtschaftung von Ressourcen zu werben und diese zu fördern.

### Organe des MAB-Programms
Das MAB-Programm wird in erster Linie durch den (International Coordinating Council, MAB-ICC) gesteuert. Die Mitglieder des ICC sind Staaten, welche für vier Jahre von der Generalkonferenz der UNESCO gewählt werden. Alle zwei Jahre wird die Hälfte der Mitgliedstaaten des ICC neu gewählt, dabei sind alle Weltregionen (nach UNESCO-Definition) angemessen vertreten. Der ICC tagt jährlich und wählt aus den Delegierten der Mitgliedstaaten des ICC seinen Vorsitzenden und dessen 5 Stellvertreter, die ein 6-köpfiges Bureau bilden, welches zwischen den jährlichen Treffen die Geschäfte führt. Der ICC berät über die fachliche Weiterentwicklung und Ausrichtung des MAB-Programms. 2021 ist Adeshola Olatunde Adepoju aus Nigeria Vorsitzender dieses Büros. Der ICC entscheidet über die Anerkennung neuer Gebiete als UNESCO-Biosphärenreservate und diskutiert Evaluierungen von Biosphärenreservaten, welche auf nationaler Ebene durchgeführt werden.
Das MAB-Sekretariat, das die alltägliche Arbeit leistet, ist Teil der UNESCO-Abteilung für Ökologische- und Erdwissenschaften im Sektor Naturwissenschaften. Der Leiter des Sekretariats ist Noeline Raondry Rakotoarisoa (2022). Etwa 20 Mitarbeiter sind in dieser Abteilung tätig.
Der Internationale Beirat für Biosphärenreservate setzt sich aus Praktikern zusammen, die den MAB-ICC und das MAB-Sekretariat fachlich beraten.
Viele Staaten haben zur Mitwirkung im MAB-Programm Nationalkomitees gegründet, andere Staaten haben nur einen nationalen Kontaktpunkt (focal point). Oft sind die Nationalkomitees an UNESCO-Nationalkommissionen angegliedert. In Deutschland ist das MAB-Nationalkomitee ein unabhängiges Gremium von derzeit 13 Experten aus allen für MAB einschlägigen Fachbereichen, das vom Bundesumweltminister berufen wird und dem ein Vertreter des Ministeriums vorsitzt.

### Besondere Bezeichnungen
Die Biosphärenreservate werden in Österreich offiziell Biosphärenparks genannt; einzelne andere Gebiete firmieren unter Biosphärenregion oder Biosphärengebiet; dies sind aber keine offiziellen Bezeichnungen nach internationalen Standards.

## Nationale Umsetzungen
Die einzelnen Biosphärenreservate verbleiben unter der Hoheitsgewalt des jeweiligen Staates. Im Rahmen der Internationalen Leitlinien für das Weltnetz der Biosphärenreservate der UNESCO haben die einzelnen Staaten Spielraum für geeignete Umsetzungen in nationales Recht und andere Maßnahmen.

### Deutschland

Logo der Deutschen UNESCO-Kommission

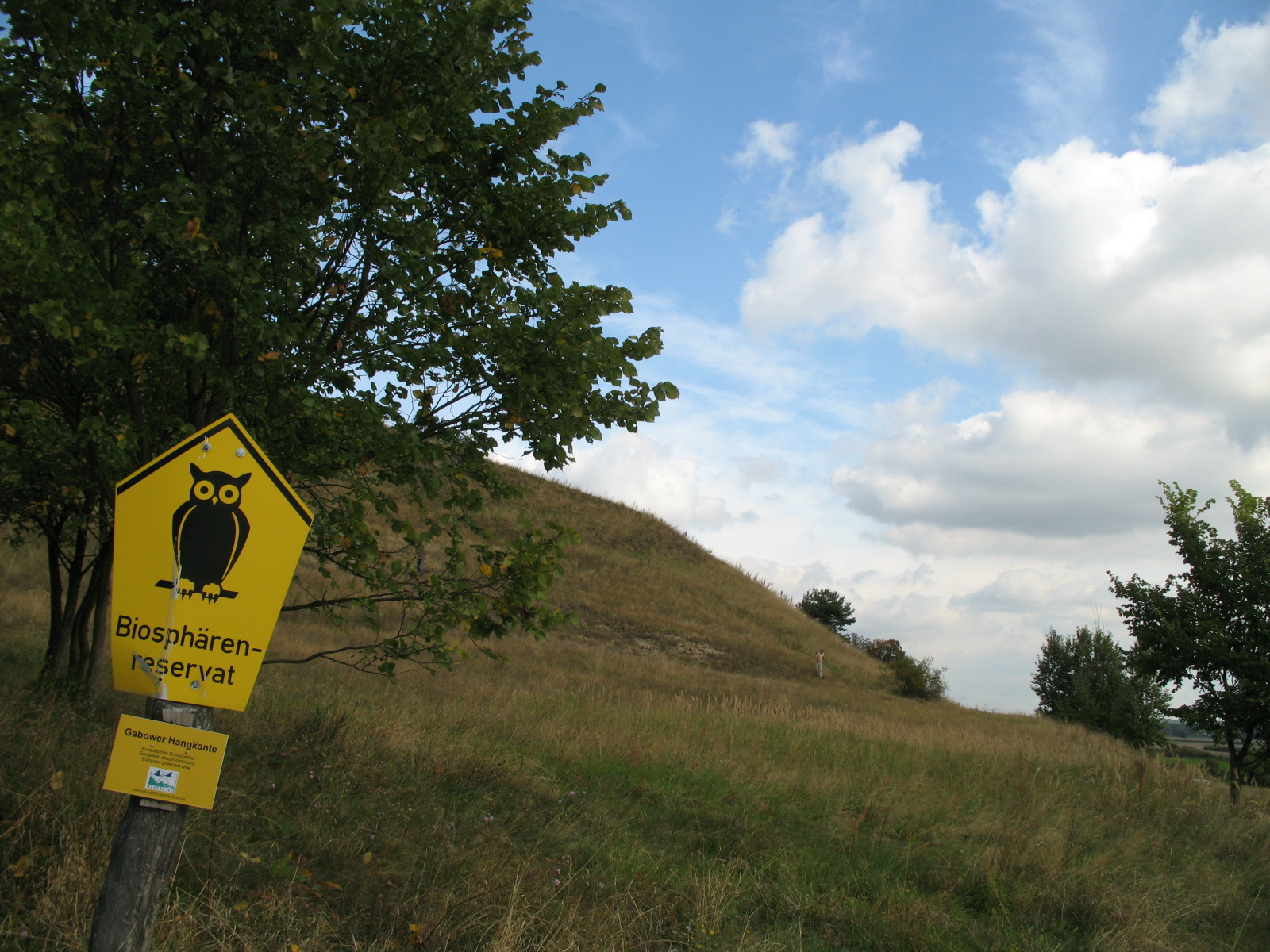
Hinweisschild im BSR Schorfheide-Chorin, Ost-Brandenburg

Biosphärenreservate sind in § 25 des Bundesnaturschutzgesetzes (BNatSchG) definiert als „einheitlich zu schützende und zu entwickelnde Gebiete“, die
- „großräumig und für bestimmte Landschaftstypen charakteristisch sind“,
- „in wesentlichen Teilen ihres Gebiets die Voraussetzungen eines Naturschutzgebiets, im Übrigen überwiegend eines Landschaftsschutzgebiets erfüllen“,
- „vornehmlich der Erhaltung, Entwicklung oder Wiederherstellung einer durch hergebrachte vielfältige Nutzung geprägten Landschaft und der darin historisch gewachsenen Arten- und Biotopvielfalt, einschließlich Wild- und früherer Kulturformen wirtschaftlich genutzter oder nutzbarer Tier- und Pflanzenarten, dienen“ und
- „beispielhaft der Entwicklung und Erprobung von die Naturgüter besonders schonenden Wirtschaftsweisen dienen.“

Diese nationale rechtliche Rahmenregelung eröffnet den einzelnen Bundesländern die Möglichkeit, Biosphärenreservate auszuweisen. Die rechtliche Sicherung in den Ländern geschieht oft entweder als Spezialgesetz oder als Verordnung. Viele Bundesländer haben bereits vor der rahmenrechtlichen Regelung im BNatSchG ihre Biosphärenreservate, z. T. mit Erwähnung der UNESCO-Anerkennung, in ihre Landesnaturschutzgesetze aufgenommen. Eine rechtliche Sicherung auf Landesebene geht heute in Deutschland der UNESCO-Anerkennung voraus. Kernzonen und oft auch Pflegezonen der Biosphärenreservate sollen in Deutschland die Voraussetzungen für ein Naturschutzgebiet mitbringen und im Übrigen überwiegend einem Landschaftsschutzgebiet entsprechen. Wie auch außerhalb von Schutzgebieten gilt für die meisten baulichen oder sonstigen Vorhaben die Eingriffs-Ausgleichs-Regelung des Bundesnaturschutzgesetzes. Die Entwicklungsziele der Biosphärenreservate sind bei der Bauleitplanung zu berücksichtigen und müssen in Bebauungsplänen dargestellt und beachtet werden, soweit sie in dem Maßstab eine Rolle spielen. Man spricht hier von einer nachrichtlichen Übernahme.
Das deutsche MAB-Nationalkomitee begutachtet und berät Vorschläge für neue Biosphärenreservate, begleitet bestehende bei der Weiterentwicklung als Modellregionen für nachhaltige Entwicklung und evaluiert sie alle 10 Jahre in einem aufwändigen Prozess. Die Geschäftsstelle des deutschen MAB-Nationalkomitees ist beim Bundesamt für Naturschutz angesiedelt.
In Deutschland sind (Stand 2017) 16 nach deutschem Recht als Biosphärenreservat verankerte Gebiete von der UNESCO anerkannt.

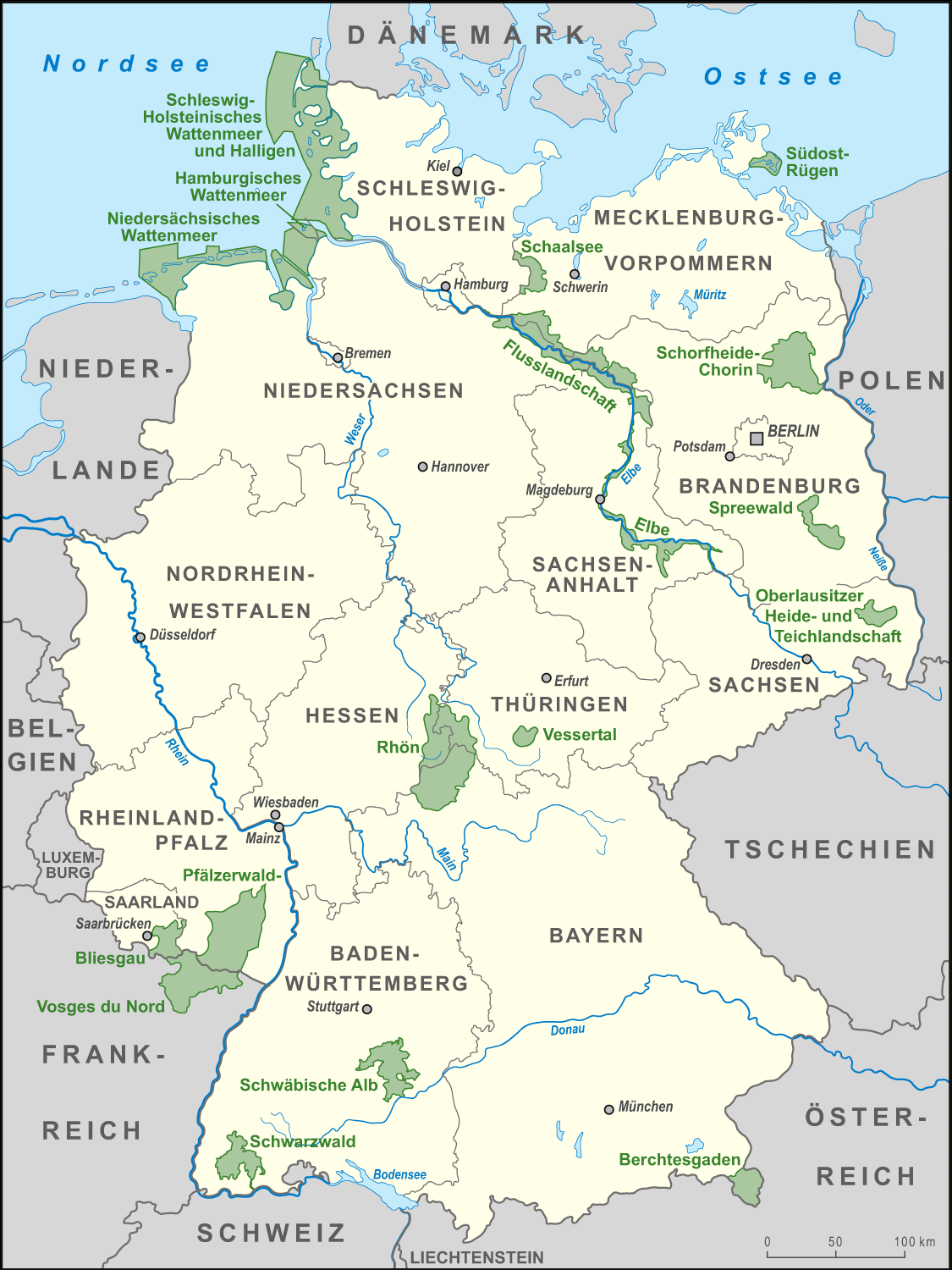
Biosphärenreservate in Deutschland

- 1979: Biosphärenreservat Thüringer Wald (33.672 ha)
- 1979: UNESCO-Biosphärenreservat Flusslandschaft Elbe (278.660 ha), (1997 erweitert) mit den vier Teil-Biosphärenreservaten:
  - Biosphärenreservat Mittelelbe (Sachsen-Anhalt) (126.000 ha)
  - Biosphärenreservat Flusslandschaft Elbe-Brandenburg (53.300 ha)
  - Biosphärenreservat Flusslandschaft Elbe-Mecklenburg-Vorpommern (42.600 ha)
  - Biosphärenreservat Niedersächsische Elbtalaue (56.760 ha)
- 1990: Biosphärenreservat Berchtesgaden (erweitert 2010, 84.000 ha)
- 1990: Biosphärenreservat Schleswig-Holsteinisches Wattenmeer und Halligen (443.085 ha)
- 1990: Biosphärenreservat Schorfheide-Chorin (129.161 ha)
- 1991: Biosphärenreservat Rhön (erweitert 2014, 243.323 ha)
- 1991: Biosphärenreservat Spreewald, (Brandenburg) (47.492 ha)
- 1991: Biosphärenreservat Südost-Rügen (23.500 ha)
- 1992: Biosphärenreservat Hamburgisches Wattenmeer (11.700 ha)
- 1992: Biosphärenreservat Niedersächsisches Wattenmeer (280.000 ha)
- 1996: Biosphärenreservat Oberlausitzer Heide- und Teichlandschaft (30.094 ha)
- 1998: Biosphärenreservat Pfälzerwald-Vosges du Nord, grenzüberschreitend (deutscher Anteil: 177.842 ha)
- 2000: Biosphärenreservat Schaalsee (30.257 ha)
- 2009: Biosphärenreservat Bliesgau (36.152 ha)
- 2009: Biosphärengebiet Schwäbische Alb (85.300 ha)
- 2017: Biosphärengebiet Schwarzwald (63.236 ha)

Mit dem Biosphärenreservat Karstlandschaft Südharz (30.000 ha) strebt eine weitere Region die Anerkennung als UNESCO-Biosphärenreservat an. Beim Drömling (34.000 ha) wird seit 2016 eine Anerkennung angestrebt.
Das Schutzgebiet Bayerischer Wald besitzt nicht mehr den Status eines Biosphärenreservats.
- 1981–2006: Biosphärenreservat Bayerischer Wald, siehe auch Nationalpark Bayerischer Wald (13.300 ha)

### Österreich
In Österreich gibt es vier von der UNESCO anerkannte Biosphärenreservate; es gibt ein MAB-Nationalkomitee; betreut wird das Programm vom Lebensministerium, dem Umweltbundesamt, und der Akademie der Wissenschaften. Es wurde allerdings meist keine eigene Kategorie geschaffen: Die Schutzgebiete beruhen – zumindest im Kernbereich – auf nationalen Natur- bzw. Umweltschutz-Klassifizierungen oder dem generell geltenden Schutz durch Landesnaturschutzgesetze („Ex-lege-Schutz“). Ausnahmen bilden die Bundesländer Vorarlberg und Kärnten, die den Biosphärenpark im Landesrecht verankert haben – die MAB-Reservate werden in Österreich prinzipiell Biosphärenpark genannt. Den Gebieten Gossenköllesee, Gurgler Kamm, (Untere) Lobau und Neusiedlersee wurde der Status Biosphärenpark aberkannt.
- 2000: Großes Walsertal
- 2005: Wienerwald
- 2012: Salzburger Lungau & Kärntner Nockberge
- 2019: Unteres Murtal[10][11]

### Schweiz
Auf nationaler Ebene sind in der Schweiz der Nationalpark geschützt und auch die Moore (gemäß Rothenthurm-Initiative, welche eigentlich die Nutzung von Mooren als Waffenplätze verbietet).
Auf kantonaler Ebene sind Flächen als Naturschutzgebiete ausgeschieden, und Private (zum Beispiel pro natura) sind im Besitz von eigenen Reservaten.
- 1979: Schweizer Nationalpark (Kanton Graubünden, 2010 erweitert um Val Müstair zum Biosphärenreservat Engiadina Val Müstair[12])
- 2001: Entlebuch[13] (Kanton Luzern, Karte Biosphärenreservat Entlebuch von Swisstopo)

## Beispiele für die Arbeit von Biosphärenreservaten
- Im Biosphärenreservat Schorfheide-Chorin hat der ökologische Landbau heute 60 Prozent Anteil an der landwirtschaftlichen Fläche. 1993 waren es in der Region nur 5 Prozent. Deutschlandweit sind es heute etwa 6 Prozent.
- „Rhönschaf“ und „Rhönapfel“ finden in der Region hohen Absatz. 72 Prozent der Bewohner des Biosphärenreservats Rhön sehen durch das Biosphärenreservat Vorteile für ihre Region.
- Das Biosphärenreservat Bliesgau strebt an, eine energieautarke Region zu werden und setzt dabei auf die Nutzung erneuerbarer Energien, aus Biomasse der heimischen Land- und Forstwirtschaft, Wasser-, Wind- und Sonnenkraft.
- Im Biosphärenreservat Flusslandschaft Elbe gibt es die bundesweit größten Projekte, in denen Deiche zurückverlegt werden, um angesichts des Klimawandels den Hochwasserschutz zu verbessern und zugleich Auwäldern ausreichend Raum zu geben.
- Nachhaltigkeit lernen Kinder als Junior-Ranger unter anderem im Biosphärenreservat Schaalsee – sie schützen dort aktiv Fischotter, Seeadler und Kraniche.
- Auf den Halligen im Biosphärenreservat Schleswig-Holsteinisches Wattenmeer wird klimabewusstes Verhalten nachdrücklich gefördert: Jeder Haushalt erhält individuelle und kostenlose Beratung zur Energieeffizienz.
- Im Biosphärenreservat Spreewald wird die Wasserqualität der Gewässer und ihrer Ökosysteme durch hunderte von großen und kleinen Projekten verbessert.
- Das Biosphärenreservat Pfälzerwald und die französischen Nordvogesen haben 1998 das erste grenzüberschreitende Biosphärenreservat der EU gegründet. Heute gibt es mit Mehrwert für die Bewohner beidseits der Grenze deutsch-französische Biosphärenmärkte, koordinierte Wander- und Fahrradwege, Austauschprogramme, zweisprachige Publikationen und den Austausch von Umweltdaten.
- Im Biosphärenreservat Vessertal-Thüringer Wald wird Tourismus im Einklang mit der Natur durch den Ausbau des Öffentlichen Personennahverkehrs, neue Bildungs- und Informationsformen für Urlauber und eine Neukonzeption des Wegenetzes auf 36.680 Hektar gefördert.
- Ein Projekt im Biosphärenreservat Gurgler Kamm gab Aufschluss darüber, wie weit die Beweidung durch Pferde und Schafe die Biodiversität und Biomasse im alpinen Raum beeinflusst.
- Ein Biomonitoring der Luftqualität im Biosphärenpark Wienerwald bediente sich Moosen als Bioindikatoren.
- Das Biosphärenreservat Donaudelta, nach dem Wolgadelta das zweitgrößte Delta Europas, beherbergt das größte zusammenhängende Schilfrohrgebiet der Erde und ein bedeutendes Vogelschutzreservat mit der größten Pelikankolonie Europas.